# Чемпионат СССР по фигурному катанию 1989
Чемпионат СССР по фигурному катанию 1989 года — соревнование по фигурному катанию среди советских фигуристов сезона 1989—1990 года, организованное Федерацией фигурного катания на коньках СССР.
54-й чемпионат Советского Союза. Стал своего рода репетицией перед чемпионатом Европы 1990 в Ленинграде, в связи с чем, организаторы решили начинать вечернюю часть соревнований в 20:00, завершая их даже за полночь, отчего многим зрителям неудобно было добираться домой. Кроме этого показательные выступления впервые были отменены вообще, под предлогом привлечения зрителей на соревновательные виды. Несмотря на всё это, на соревнованиях трибуны так и оставались полупустыми, хотя директор СКК им. Ленина «счел возможным пускать туда бесплатно школьников и учащихся ПТУ».
На чемпионате 1989 года 88 фигуристов из 11 городов соревновались в мужском и женском одиночном катании, парном фигурном катании и в спортивных танцах на льду.
Обязательные фигуры, последний раз в истории чемпионатов СССР, исполнялись на льду Дворца спорта «Юбилейный», все остальные виды — в СКК им. Ленина.
22 декабря пары исполнили оригинальную (короткую) программу, женщины — обязательные фигуры, 23 — пары произвольную программу, мужчины — фигуры. 24 декабря исполнялись женская произвольная, мужская оригинальная программы и обязательные танцы, 25 — мужская произвольная и оригинальный танец, 26 — произвольный танец.

## Результаты

### Мужчины
Участвовали 18 мужчин. В произвольной программе В.Петренко сделал тройной аксель с тройным тулупом, затем ещё один тройной аксель, но упал в середине программы, а потом делал двойные прыжки вместо тройных.
| Место | Имя                              | ОФ | ОП | ПП | сумма |
| ----- | -------------------------------- | -- | -- | -- | ----- |
| 1     | Александр Фадеев Москва          |    |    |    | 3,2   |
| 2     | Виктор Петренко Одесса           |    |    |    | 3,4   |
| 3     | Дмитрий Громов Москва            |    |    |    | 6,4   |
| 4     | Вячеслав Загороднюк Одесса       |    |    |    | 7,0   |
| 5     | Сергей Артемов Москва            |    |    |    | 13,6  |
| 6     | Дмитрий Дмитренко Киев           |    |    |    | 17,6  |
|       | Владимир Петренко Одесса         |    |    |    |       |
|       | Игорь Лютиков Московская область |    |    |    |       |
|       | Михаил Шмеркин Одесса            |    |    |    |       |
|       | Алексей Урманов Ленинград        |    |    |    |       |
|       | Василий Еременко Одесса          |    |    |    |       |
|       | Глеб Бокий Московская область    |    |    |    |       |
|       | Олег Татауров Ленинград          |    |    |    |       |

### Женщины
Выступили 16 женщин. Н.Лебедева выступила в произвольной программе, по её словам, «относительно хорошо». Оценки у Н.Скрабневской и Л.Замотиной были невысокие
| Место | Имя                                              | ОФ | ОП | ПП | сумма |
| ----- | ------------------------------------------------ | -- | -- | -- | ----- |
| 1     | Наталья Лебедева Профсоюзы Свердловск            |    |    |    | 2,0   |
| 2     | Наталья Скрабневская «Динамо» Московская область |    |    |    | 4,4   |
| 3     | Лариса Замотина Профсоюзы Свердловск             |    |    |    | 8,8   |
| 4     | Юлия Кулибанова Ленинград                        |    |    |    | 9,2   |
| 5     | Наталья Горбенко Украина Профсоюзы Киев          |    |    |    | 11,6  |
| 6     | Татьяна Кленина Ленинград                        |    |    |    | 12,0  |
|       | Альма Лепина Рига                                |    |    |    |       |
|       | Ольга Маркова Москва                             |    |    |    |       |
| 12    | Оксана Баюл                                      |    |    |    |       |

## Пары
Екатерина Гордеева и Сергей Гриньков приехали на чемпионат, тренировались, но за несколько часов до жеребьевки врачи не рекомендовали Сергею стартовать из-за травмы. Е.Гордеева впервые решила комментировать в телетрансляции.
Селезнева — Макаров, перед чемпионатом ставшие заслуженными мастерами спорта СССР, в оригинальной программе получили 7 оценок 5,8 за технику и 2 — 5,9, за артистизм 6 — 5,9, а за произвольную программу «Русская карусель», поставленную балетмейстером Валерием Печерским, получили 8 — 5,9 и одну 5,8, за артистизм 5 — 5,9 и даже 4 — 6,0. Д.Петров упал на тройном тулупе, а Е.Бечке «неудачно» исполнила аксель в 2,5 оборота. Ученики Владимира Захарова Леонова и Красницкий за произвольную программу «Кармен» получили оценки до 5,8, они четко исполнили каскад аскель в 2,5 оборота с двойным тулупом, но затем Елена упала.
В числе судей, под номером 8, была Ирина Роднина, в частности она поставила самые высокие 5,9/5,9 Селезневой — Макарову в оригинальной программе.
| Место | Имя                                                                        | ОП | ПП | сумма |
| ----- | -------------------------------------------------------------------------- | -- | -- | ----- |
| 1     | Лариса Селезнёва / Олег Макаров Профсоюзы / Вооруженные силы Ленинград     |    |    | 3,0   |
| 2     | Наталья Мишкутёнок / Артур Дмитриев Профсоюзы / Вооруженные силы Ленинград |    |    | 3,0   |
| 3     | Елена Леонова / Геннадий Красницкий Москва[                                |    |    | 5,0   |
| 4     | Елена Бечке / Денис Петров Ленинград                                       |    |    | 5,5   |
| 5     | Евгения Шишкова / Вадим Наумов Ленинград                                   |    |    | 7,5   |
| 6     | Евгения Чернышова / Дмитрий Суханов Ленинград                              |    |    | 9,0   |
|       | Елена Павельева / Андрей Хвалько Пермь                                     |    |    |       |
|       | Светлана Титкова / Олег Максютов Свердловск                                |    |    |       |
|       |                                                                            |    |    |       |
| WD    | Елена Никонова / Николай Аптер Ленинград                                   |    | WD |       |

### Танцы
Ученики Натальи Дубовой М.Климова — С.Пономаренко за оригинальный танец получили 10 оценок 5,9 и 8 — 6,0, а за произвольный танец на музыку «Моя прекрасная леди» Ф.Лоу получили 7 оценок 6,0.
| Место | Имя                                         | ОТ | ОрТ | РТ | сумма |
| ----- | ------------------------------------------- | -- | --- | -- | ----- |
| 1     | Марина Климова / Сергей Пономаренко Москва  |    |     |    | 1,0   |
| 2     | Майя Усова / Александр Жулин Москва         |    |     |    | 2,0   |
| 3     | Оксана Грищук / Евгений Платов Москва       |    |     |    | 3,0   |
| 4     | Илона Мельниченко / Геннадий Каськов Москва |    |     |    | 4,0   |
| 5     | Ирина Анциферова / Олег Граненов Москва     |    |     |    | 5,0   |
| 6     | Ирина Романова / Игорь Ярошенко Москва      |    |     |    | 6,0   |
| 7     |                                             |    |     |    |       |
| 8     |                                             |    |     |    |       |
| 9     |                                             |    |     |    |       |
| 10    |                                             |    |     |    |       |